# Bassett, Nebraska
Bassett är administrativ huvudort i Rock County i Nebraska. Orten har fått sitt namn efter ranchägaren J.W. Bassett. Enligt 2010 års folkräkning hade Bassett 619 invånare.